# ボビー・ムーア
ロバート・フレデリック・チェルシー・"ボビー"・ムーア OBE（Robert Frederick Chelsea "Bobby" Moore OBE, 1941年4月12日 - 1993年2月24日）は、イングランド・バーキング出身の同国代表サッカー選手、サッカー指導者。現役時代のポジションはDF（センターバック）。

## 経歴
イングランド史上最高のディフェンダーの一人。高いディフェンス力やキャプテンシーを持ち常に冷静沈着にプレーし、フィードの能力にも優れていた。ウェストハム・ユナイテッドFCのシンボルであり、紳士的な態度から周囲の信頼も厚かった。
1958年のマンチェスター・ユナイテッドFC戦でデビュー。1961年からレギュラーに定着する。1964年、23歳のときにFAカップ初優勝。同年のリーグ年間最優秀選手賞を受賞。さらに翌年にはUEFAカップウィナーズカップ優勝に貢献した。
代表では1962年5月20日のペルー戦でデビュー。ワールドカップには1962年大会から3大会連続で出場。1966年の自国開催時には、アルフ・ラムゼイ監督の下キャプテンとして出場。ウェストハムでのチームメートであるジェフ・ハーストやマーティン・ピータースらと共に母国の初優勝に貢献した。同大会では最優秀選手に選ばれている。ジュール・リメ・トロフィーを掲げた唯一のイングランド代表キャプテンとなり、ウェンブリー・スタジアムには彼の銅像が立てられている。
イングランド代表キャプテンとしての出場試合数90は、ビリー・ライトと並び2020年2月現在でも最多記録として残っている。また、同代表キャップ数108は当時の最多記録である。後にピーター・シルトンやデイヴィッド・ベッカムに更新されたものの、現在でも第3位の記録となっている。
1993年2月24日、大腸癌のため死去。51歳だった。同年には妻のステファニーにより、がん研究を目的とした「ボビー・ムーア基金」が設立された。
2008年8月4日、ウェストハムは彼が背負っていた6番を永久欠番にすると発表した。

## 人物
- 1970年にメキシコで開催されたワールドカップに参加するためホテルに滞在中、宝石店でエメラルドをあしらった金のブレスレットを窃盗した容疑で逮捕された[6]。4日間の拘束の後に釈放されるも結局そのショックを引きずり、不調のままチームはベスト8で敗退した。真相は明らかではないが、中南米と欧州の国々の貿易摩擦を背景とした捏造事件と言われている[7]。
- FIFAワールドカップ、FAカップ、UEFAカップウィナーズカップの優勝を全てウェンブリー・スタジアムで達成している。
- 1980年、ジョン・ヒューストン監督の映画『勝利への脱出』に連合国チームのディフェンダー役としてアシスト出演。当時、ほとんどの観客がペレと主役のシルベスター・スタローンの「夢の共演」を楽しみにして観に行ったが、サッカー通の人達は、連合国側の選手として端役出演した往年の名プレイヤーたちを懐かしみに映画館へ行った。当時、サッカーがまだメジャーなスポーツでなかった日本においては、これらのスーパースターの動く映像を実際に見ることが出来るという出来事は貴重な体験で、明石家さんまも「ムーアを見るために映画館に足を運んだ」と述懐している[要出典]。エンドクレジットでは、スタローン、ペレ、マイケル・ケインに次いで、スライディングタックルを決める勇姿と共にイングランド代表として紹介されている。
- 1999年、 ワールドサッカーの20世紀の偉大なサッカー選手100人で14位に選出された。
- ウェストハムの本拠地ブーリン・グラウンドの傍らに、ハーストやピータースらを従えジュール・リメ・トロフィーを掲げる姿の自身の銅像が建てられ2003年に除幕された[8]。

## 個人成績

### クラブ
| クラブ                     | シーズン     | リーグ戦           | リーグ戦 | リーグ戦 | FAカップ | FAカップ | リーグカップ | リーグカップ | その他 | その他 | 合計 | 合計 |
| クラブ                     | シーズン     | ディヴィジョン     | 出場     | 得点     | 出場     | 得点     | 出場         | 得点         | 出場   | 得点   | 出場 | 得点 |
| -------------------------- | ------------ | ------------------ | -------- | -------- | -------- | -------- | ------------ | ------------ | ------ | ------ | ---- | ---- |
| ウェストハム・ユナイテッド | 1958-59      | フットボールリーグ | 5        | 0        | 0        | 0        | 0            | 0            | 1      | 0      | 6    | 0    |
| ウェストハム・ユナイテッド | 1959-60      | フットボールリーグ | 13       | 0        | 0        | 0        | 0            | 0            | 2      | 0      | 15   | 0    |
| ウェストハム・ユナイテッド | 1960-61      | フットボールリーグ | 38       | 1        | 2        | 0        | 2            | 1            | -      | -      | 42   | 2    |
| ウェストハム・ユナイテッド | 1961-62      | フットボールリーグ | 41       | 3        | 1        | 0        | 2            | 0            | -      | -      | 44   | 3    |
| ウェストハム・ユナイテッド | 1962-63      | フットボールリーグ | 41       | 3        | 5        | 0        | 1            | 0            | -      | -      | 47   | 3    |
| ウェストハム・ユナイテッド | 1963-64      | フットボールリーグ | 37       | 2        | 7        | 0        | 6            | 0            | -      | -      | 50   | 2    |
| ウェストハム・ユナイテッド | 1964-65      | フットボールリーグ | 28       | 1        | 0        | 0        | 0            | 0            | 8      | 0      | 35   | 1    |
| ウェストハム・ユナイテッド | 1965-66      | フットボールリーグ | 37       | 0        | 4        | 0        | 9            | 2            | 6      | 0      | 56   | 2    |
| ウェストハム・ユナイテッド | 1966-67      | フットボールリーグ | 40       | 2        | 2        | 0        | 6            | 0            | -      | -      | 48   | 2    |
| ウェストハム・ユナイテッド | 1967-68      | フットボールリーグ | 40       | 4        | 3        | 0        | 3            | 0            | -      | -      | 46   | 4    |
| ウェストハム・ユナイテッド | 1968-69      | フットボールリーグ | 41       | 2        | 3        | 0        | 3            | 0            | -      | -      | 47   | 2    |
| ウェストハム・ユナイテッド | 1969-70      | フットボールリーグ | 40       | 0        | 1        | 0        | 2            | 0            | -      | -      | 43   | 0    |
| ウェストハム・ユナイテッド | 1970-71      | フットボールリーグ | 39       | 2        | 1        | 0        | 2            | 0            | -      | -      | 42   | 2    |
| ウェストハム・ユナイテッド | 1971-72      | フットボールリーグ | 40       | 1        | 4        | 0        | 10           | 0            | -      | -      | 54   | 1    |
| ウェストハム・ユナイテッド | 1972-73      | フットボールリーグ | 42       | 3        | 2        | 0        | 2            | 0            | -      | -      | 46   | 3    |
| ウェストハム・ユナイテッド | 1973-74      | フットボールリーグ | 22       | 0        | 1        | 0        | 1            | 0            | 1      | 0      | 24   | 0    |
| ウェストハム・ユナイテッド | クラブ通算   | クラブ通算         | 544      | 24       | 36       | 0        | 49           | 3            | 18     | 0      | 647  | 27   |
| フラム                     | 1973-74      | ディビジョン2      | 10       | 1        | -        | -        | -            | -            | -      | -      | 10   | 1    |
| フラム                     | 1974-75      | ディビジョン2      | 41       | 0        | 12       | 0        | 3            | 0            | -      | -      | 54   | 0    |
| フラム                     | 1975-76      | ディビジョン2      | 33       | 0        | 1        | 0        | 3            | 0            | -      | -      | 37   | 0    |
| フラム                     | 1976-77      | ディビジョン2      | 40       | 0        | 2        | 0        | 5            | 0            | -      | -      | 47   | 0    |
| フラム                     | クラブ通算   | クラブ通算         | 124      | 1        | 15       | 0        | 11           | 0            | 0      | 0      | 148  | 1    |
| キャリア通算               | キャリア通算 | キャリア通算       | 668      | 25       | 51       | 10       | 60           | 3            | 18     | 0      | 795  | 28   |

### 代表
出場大会
- イングランド代表

1962年 - 1962 FIFAワールドカップ (ベスト8)
1966年 - 1966 FIFAワールドカップ (優勝)
1968年 - UEFA欧州選手権1968 (3位)
1970年 - 1970 FIFAワールドカップ (ベスト8)
試合数
- 国際Aマッチ 108試合2得点（1962年 - 1973）

| イングランド代表 | 国際Aマッチ | 国際Aマッチ |
| 年               | 出場        | 得点        |
| ---------------- | ----------- | ----------- |
| 1962             | 8           | 0           |
| 1963             | 9           | 0           |
| 1964             | 9           | 0           |
| 1965             | 9           | 0           |
| 1966             | 15          | 2           |
| 1967             | 6           | 0           |
| 1968             | 9           | 0           |
| 1969             | 9           | 0           |
| 1970             | 11          | 0           |
| 1971             | 7           | 0           |
| 1972             | 6           | 0           |
| 1973             | 10          | 0           |
| 通算             | 108         | 2           |

得点数
| # | 開催日        | 開催地                             | 対戦国     | スコア | 結果 | 大会     |
| - | ------------- | ---------------------------------- | ---------- | ------ | ---- | -------- |
| 1 | 1966年1月5日  | リヴァプール、グディソン・パーク   | ポーランド |        | 1-1  | 親善試合 |
| 2 | 1966年6月29日 | オスロ、ウレヴォール・スタディオン | ノルウェー |        | 1-6  | 親善試合 |

## タイトル・受章
クラブ
ウェストハム
- FAカップ : 1963-64
- FAチャリティ・シールド : 1964
- UEFAカップウィナーズカップ : 1964-65

イングランド代表
- FIFAワールドカップ : 1966

個人
- FWA年間最優秀選手賞 : 1964
- ウェストハム・ユナイテッドFC最優秀選手 : 1961, 1963, 1968, 1970
- FIFAワールドカップ・オールスターチーム : 1966
- 大英帝国勲章 (OBE) : 1967
- ワールドサッカー誌選出年間ベストイレブン : 1968, 1969
- FIFAワールドカップ歴代ベストチーム（英語版）: 1994
- 20世紀ワールドチーム : 1998
- フットボールリーグ100レジェンズ（英語版）: 1998
- イングランドサッカー殿堂 : 2002
- 100名の最も偉大な英国人 : 2002
- UEFAジュビリーアウォーズ : 2003
- PFA過去100年最優秀選手 : 2007
- ワールドサッカー誌選出歴代ベストイレブン : 2013